# 來自歐洲的移民
來自歐洲的移民又稱欧洲移民，是指从欧洲大陆移民至其他地區的歐洲民族人民及其後代。
1500年至20世纪中叶，至少有6000万至6500万人离开欧洲，大部分人主要在北美洲和南美洲定居 ，此外还有一些人移民至南非、澳大利亚、新西兰和西伯利亚 ，只有不到9%的歐洲人移民至加勒比地区、亚洲和非洲。 
在北美、南美部分國家（例如美國、加拿大、阿根廷、烏拉圭）以及澳大利亚、新西兰和西伯利亚，歐洲人的繁殖速度远超其他族群。因此在第一次世界大战前夕，世界总人口中的38%都具有欧洲人血统。 